# فان فلوتن

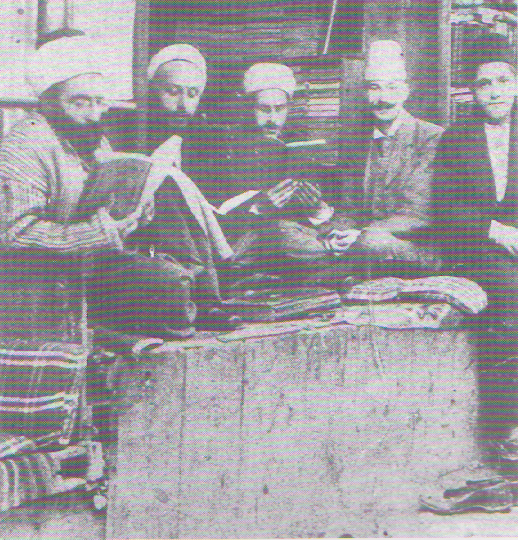
فان فلوتن - وهو الثاني من الشمال.

خِرْلوف فَن فلُوتَن (بالهولندية: Gerlof van Vloten؛ 1866–1903 م) تتلمذ على دي خويه. وهو من أوائل المستشرقين الذين عنوا واهتموا بآثار أعمال الجاحظ.

## آثاره

### نشر وتحقيق
- كتاب «مفاتيح العلوم» للخوارزمي، 1895 م.
- «كتاب البخلاء» للجاحظ، 1900 م، وهذه الطبعة لا تخلو من أخطاء.[3]
- رسائل صغيرة للجاحظ، 1903 م.

### تأليف
- «مجيء العباسيين إلى خراسان»، 1890 م (بالهولندية).
- «أبحاث في السيطرة العربية، والتشيّع والعقائد المهدوية في عهد الخلافة الأموية»، أمستردام، 1894 م (بالفرنسية). وقد ترجم هذا الكتاب الأخير إلى العربية من قبل إبراهيم بيضون بعنوان «أبحاث في السيطرة العربية والتشيع والمعتقدات المهدية في ظل خلافة بني أمية»، طبعت سنة 1996 م، دار النهضة العربية للطباعة والنشر والتوزيع - بيروت.